# Doraops
Doraops is een monotypisch geslacht van straalvinnige vissen uit de familie van de doornmeervallen (Doradidae).

## Soort
- Doraops zuloagai Schultz, 1944